# Tesmofòries
Les tesmofòries (thesmophoria, Θεσμοφόρια) són unes festes i misteris associats celebrat en honor de Demèter Tesmofora almenys a una trentena ciutats de Grècia, Àsia Minor i Sicília i també a certes pobles rurals. Generalment, només les celebraven dones benestants, si bé algunes cerimònies eren fetes per noies jovens solteres. Les esclaves podien accedir-hi també, però només al costat de les seves mestresses.
El nom prové d'un dels epítets de la deessa Demèter, θεσμοφόρα, «que duu lleis» com que en portar l'agricultura a la humanitat, també va introduir les necessàries regles de la societat agrària, alternativament com que Demèter era una deessa apolítica s'explica com «la que duu els ritus». El mot grec thesmophoria és una plurale tantum, només existeix al plural.
A Àtica es feia l'onzè dia del mes de Pyanepsion (novembre-desembre). La seva introducció és atribuïda per Demòstenes, Diodor de Sicília i Plutarc a Orfeu, però Heròdot diu que fou introduït des d'Egipte per les filles de Dànau que va ensenyar els misteris a les dones del Peloponès però després es van perdre amb la conquesta dòria i només es van conservar entre els arcadis; el festival sembla que commemorava la introducció de la civilització, fet atribuït a Dèmeter.
Segons Hesiqui el festival durava quatre dies; Aristòfanes sembla indicar que eren cinc; aquestes diferències eren segurament degudes al fet que abans del festival pròpiament les dones passaven alguns dies indeterminats amb purificacions i preparatius, dies en els quals no podien tenir relacions sexuals i per això dormien i s'asseien en unes herbes especials que es creia que tenien un efecte purificador. En aquestos dies previs les dones de cada demos elegien a dues dones casades entre elles per conduir les solemnitats i els seus marits havien de pagar les despeses de la litúrgia.
El festival pròpiament no durava més de tres dies, començant l'11 de Pyanepsion i s'obria amb una processó de dones d'Atenes a Eleusis, les quals portaven símbols de la vida civilitzada. La nit la passaven a Eleusis celebrant els misteris de la deessa. El segon dia era un dia de dol, en el que les dones es reunien a l'entorn de l'estàtua de Dèmeter i no podien menjar res més que unes galetes de sèsam i mel; en aquest dia no es podien fer reunions popular o del senat; a la vesprada d'aquell dia les dones tornaven a Atenes en processó. El tercer dia era de joia entre les dones per commemorar que la deessa havia rigut en mig de la pena. Hesiqui esmenta un sacrifici que les dones oferien a la deessa per fer-se perdonar qualsevol excés comès durant els dies sagrats, cerimònia amb la qual probablement acabava la festa.
S'esmenten Tesmofòries a Esparta (tres dies), Drimea a Fòcida, Tebes, Milet, Siracusa, Erètria a Eubea, Delos, Efes, Agrigent i algunes altres menys importants.

## Traduccions catalanes
- Aristòfanes. Comèdies, vol. V: Les tesmofòries. Les granotes (en grec - català).  Barcelona: Fundació Bernat Metge, 1974 (Escriptors grecs). ISBN 8472251004.